# 야니크 노아
야니크 노아(Yannick Noah, 1960년 5월 18일 ~ )는 프랑스의 전직 테니스 선수이자 가수이다.